# Marie-Claire (voornaam)
Marie-Claire is een voornaam van een meisje. De naam komt oorspronkelijk uit Frankrijk en wordt vaak in Vlaanderen en Wallonië gebruikt. Ook komt de naam soms in Nederland voor.